# Phyllactis radiata
Phyllactis radiata is een zeeanemonensoort uit de familie Actiniidae.
Phyllactis radiata is voor het eerst wetenschappelijk beschreven door Duchassaing & Michelotti in 1860.